# Edward Rowe Mores
Edward Rowe Mores, ( /ˈ m ɒr ɪ s / ; 24 janvier 1731 - 22 novembre 1778) est un antiquaire et érudit anglais, avec des ouvrages sur l'Histoire et la typographie. Il joue également un rôle déterminant dans la fondation de la Society for Equitable Assurances on Lives and Survivorships (maintenant connue sous le nom d'Equitable Life), et est crédité d'être la première personne à utiliser le titre professionnel d'actuaire en matière d'assurance.

## Jeunesse et éducation
Edward Rowe Mores est né le 24 janvier 1731 à Gore Court à Tunstall près de Sittingbourne dans le Kent. Son père Edward Mores (1681–1740) est membre de la noblesse et a été recteur de Tunstall pendant vingt ans. Sa mère est Sarah Windsor, la fille d'un marchand de la city. Il a une sœur, Ann-Catherine.
En 1740, le père de Mores meurt en laissant un héritage considérable, et plus tard la même année, il entre à la Merchant Taylors' School de Londres. Sa mère se remarie bientôt avec Richard Bridgman, un épicier de Whitechapel, Londres, qui est d'une importance croissante dans la Grocer's Company. Mores entre au Queen's College d'Oxford en 1746, obtient un BA en 1750 et une maîtrise en 1753.

## Antiquaire
À Oxford, il est réputé pour l'étendue et la profondeur de son apprentissage et pour ses idiosyncrasies. Il étudie le latin et le parle presque exclusivement à sa fille quand elle est jeune. Outre les Mathématiques, il s'intéresse à des études aussi diverses que l'héraldique et l'architecture. Il est élu membre de la Society of Antiquaries en 1752, et l'année suivante est élu membre du conseil de la société .
Il publie son premier ouvrage, Nomina et insignia gentilitia nobilium equitumque sub Edoardo primo rege militantium (une étude de l'héraldique des chevaliers d'Édouard Ier), en 1749, à l'âge de 19 ans et alors qu'il est encore à Oxford. Il passe quelques années à travailler sur une histoire projetée du comté de Berkshire : elle reste inachevée, mais le manuscrit est finalement publié à titre posthume en 1783 par Richard Gough sous le titre Collections vers une histoire paroissiale de Berkshire. En 1754-1755, il aide son ami Andrew Ducarel (qui a une vue limitée) à compiler une histoire manuscrite du palais de Croydon et de la ville de Croydon pour présentation à Thomas Herring, archevêque de Cantorbéry : cependant, le travail conduit à une rupture virulente entre le deux lorsque Mores découvre qu'il n'a pas été dûment crédité sur la page de titre. Ce travail est finalement publié en 1783 ,.

## La société équitable
Après la mort de James Dodson, Mores devient le chef du groupe qui devient la Society for Equitable Assurances on Lives and Survivorship en 1762. Il précise que le fonctionnaire en chef devrait s'appeler l'actuaire, ce qui est la première référence connue au poste en tant qu'entreprise commerciale .

## Vie personnelle et mort
Mores épouse Susannah Bridgman (1730–1767) en 1753. Elle est la fille de Richard Bridgman, le beau-père de Mores. Le couple a deux enfants : une fille, Sarah, décédée avant son père ; et un fils, Edward Rowe (décédé en 1846). Mores, qui croit fermement à la supériorité du latin, parle exclusivement en latin à ses enfants .
Mores est décédé le 28 novembre 1778 à Etlow House, Low Leyton, Essex, d'une "mortification" de la jambe (c'est-à-dire gangrène). Il est enterré avec sa femme (décédée en 1767) dans le cimetière de St Mary the Virgin, Walthamstow.